# Макдаффи, Трент
Трент Макдаффи (англ. Trent McDuffie; 13 сентября 2000, Уэстминстер, Калифорния) — профессиональный американский футболист, корнербек клуба НФЛ «Канзас-Сити Чифс». На студенческом уровне выступал за команду Вашингтонского университета. На драфте НФЛ 2022 года был выбран в первом раунде.

## Биография
Трент Макдаффи родился 13 сентября 2000 года в Уэстминстере в Калифорнии. Учился в старшей школе святого Иоанна Боско в Беллфлауэре, играл в составе её футбольной команды на позиции корнербека. Дважды входил в тройку лучших игроков своего амплуа в США по версии издания USA Today. После окончания школы занимал восьмое место среди лучших молодых корнербеков в рейтинге 247Sports. Входил в рейтинг лучших молодых игроков ESPN 300, занимая в нём 130-ю позицию.

### Любительская карьера
После окончания школы Макдаффи поступил в Вашингтонский университет, где с первого же сезона стал игроком основного состава футбольной команды. В сезоне 2019 года он сыграл в тринадцати матчах. По его итогам он вошёл во вторую сборную новичков NCAA по версии Pro Football Focus, претендовал на титул лучшему новичку защиты в конференции Pac-12, получил ряд командных наград.
В сокращённом из-за пандемии COVID-19 сезоне 2020 года он сыграл во всех четырёх матчах, действуя не только в защите, но и на возвратах пантов. По итогам турнира Макдаффи был включён во вторую сборную звёзд конференции. Перед стартом сезона 2021 года он назывался в числе претендентов на ряд индивидуальных наград лучшему защитнику и ди-бэку NCAA. Он принял участие в одиннадцати играх и по итогам года вошёл в сборную звёзд Pac-12, а также был признан самым ценным игроком защиты «Вашингтона».

#### Статистика выступлений в NCAA
| Сезон | Команда          | Игры | Захваты | Захваты | Захваты | Захваты | Захваты | Перехваты | Перехваты | Перехваты | Перехваты | Перехваты | Фамблы | Фамблы | Фамблы | Фамблы |
| Сезон | Команда          | Игры | Solo    | Ast     | Tot     | Loss    | Sk      | Int       | Yds       | Y/R       | TD        | PD        | FR     | Yds    | TD     | FF     |
| ----- | ---------------- | ---- | ------- | ------- | ------- | ------- | ------- | --------- | --------- | --------- | --------- | --------- | ------ | ------ | ------ | ------ |
| 2019  | Вашингтон Хаскис | 13   | 37      | 8       | 45      | 0,0     | 0,0     | 1         | 29        | 29,0      | 0         | 2         | 3      | 0      | 0      | 2      |
| 2020  | Вашингтон Хаскис | 4    | 9       | 5       | 14      | 0,5     | 0,0     | 1         | 0         | 0,0       | 0         | 0         | 0      | 0      | 0      | 1      |
| 2021  | Вашингтон Хаскис | 11   | 25      | 10      | 35      | 4,0     | 1,0     | 0         | 0         | 0,0       | 0         | 6         | 0      | 0      | 0      | 0      |
| Всего | Всего            | 28   | 71      | 23      | 94      | 4,5     | 1,0     | 2         | 29        | 14,5      | 0         | 8         | 3      | 0      | 0      | 3      |

### Профессиональная карьера
Перед драфтом НФЛ 2022 года аналитик издания Bleacher Report Кори Гиддингс характеризовал Макдаффи как защитника хорошего уровня, способного действовать в различных схемах и на разных позициях. В рейтинге издания он занимал четвёртое место среди выходящих на драфт корнербеков, ему прогнозировали будущее игрока стартового состава уже в дебютном сезоне. Среди плюсов игрока назывались его готовность к контактной борьбе, агрессивная манера игры, способность действовать в зонном и персональном прикрытиях, навыки игры по мячу и чтения игры. К недостаткам относили рост Макдаффи и его склонность больше полагаться на свою быстроту, нежели на физическую силу.
На драфте Макдаффи был выбран «Канзас-Сити Чифс» в первом раунде под общим 21-м номером. Сумма четырёхлетнего соглашения с клубом составила 13,9 млн долларов, контрактом предусматривалась возможность продления на пятый год по инициативе команды. В регулярном чемпионате НФЛ он дебютировал на первой неделе сезона 2022 года в матче с «Аризоной». Через два дня после матча Макдаффи был внесён в список травмированных.

#### Статистика выступлений в НФЛ

##### Регулярный чемпионат
| Сезон | Команда          | Игры | Захваты | Захваты | Захваты | Захваты | Захваты | Перехваты | Перехваты | Перехваты | Перехваты | Перехваты | Фамблы | Фамблы | Фамблы | Фамблы |
| Сезон | Команда          | Игры | Solo    | Ast     | Tot     | Loss    | Sk      | Int       | Yds       | Y/R       | TD        | PD        | FR     | Yds    | TD     | FF     |
| ----- | ---------------- | ---- | ------- | ------- | ------- | ------- | ------- | --------- | --------- | --------- | --------- | --------- | ------ | ------ | ------ | ------ |
| 2022  | Канзас-Сити Чифс | 1    | 1       | 0       | 1       | 0       | 0,0     | 0         | 0         | 0,0       | 0         | 0         | 0      | 0      | 0      | 0      |
| Всего | Всего            | 1    | 1       | 0       | 1       | 0       | 0,0     | 0         | 0         | 0,0       | 0         | 0         | 0      | 0      | 0      | 0      |

* На 30 сентября 2022 года